# Pangea

Pangea en de omringende oceanen

Pangea (verouderde spellingswijze Pangaea, van Oudgrieks πᾶν, pan, "gehele" en Γαῖα, Gaia, "Aarde") is het supercontinent dat bestond tijdens het einde van het Perm en het Trias, 250 tot 210 miljoen jaar (Ma) geleden, waaruit alle huidige continenten ontstaan zijn. Pangea werd omgeven door één oceaan, Panthalassa. Pangea was één grote landmassa die op den duur door de platentektoniek opgebroken werd.
Over het algemeen wordt aangenomen dat Pangea niet het eerste supercontinent was. In de loop van de geschiedenis van de Aarde zijn er meermaals supercontinenten ontstaan en weer opgebroken. Het supercontinent Rodinia zou ongeveer 1 miljard jaar geleden gevormd zijn. Vanaf 600 miljoen jaar geleden brak het geleidelijk in verschillende kleinere delen. Uiteindelijk werd uit deze delen rond 350 miljoen jaar geleden Pangea gevormd, dit gebeurde tijdens de Hercynische orogenese. Veel gebergten die bij de vorming van Pangea ontstonden bestaan nog steeds, voorbeelden hiervan zijn de Oeral en de Appalachen.

Animatie van het uiteenvallen van Pangea.

De mantel is nog steeds heet op de plaats waar Pangea lag en drukt de aardkorst daar omhoog. Het gevolg is dat Afrika enkele tientallen meters hoger ligt dan de overige continenten.
Gedurende de Jura begon Pangea uiteen te vallen. Allereerst vormde zich een driearmige rift tussen wat de continenten Afrika, Zuid-Amerika en Noord-Amerika zouden worden. Door vulkanische activiteit ontstond een bekken dat later de Atlantische Oceaan zou worden. Pangea werd eerst in twee paleocontinenten gesplitst, Laurazië en Gondwana (Zuid-Amerika bleef nog enige tijd onderdeel van Gondwana). Daarna splitsen beide paleocontinenten zich verder tot de continenten van nu.
Door de enorme landmassa die Pangea besloeg, was het binnenland geheel omsloten door bergketens en volkomen afgesloten van de Panthalassa. Een groot deel van het continent was dan ook bedekt met een superwoestijn waar nauwelijks leven voorkwam. Met het opbreken van Pangea werden veel van deze gebieden weer leefbaarder en nam de biodiversiteit toe.